# Veľký Cetín
Veľký Cetín és un poble i municipi d'Eslovàquia que es troba a la regió de Nitra, al sud-oest del país. El 2021 tenia 1.626 habitants.

## Història
La primera menció escrita de la vila es remunta al 1239.

## Demografia
| Godina             | 1994 | 2004   | 2014   | 2024   |
| ------------------ | ---- | ------ | ------ | ------ |
| Nombre de persones | 1740 | 1692   | 1591   | 1607   |
| Diferència         |      | −2,75% | −5,96% | +1,00% |

| Godina             | 2023 | 2024   |
| ------------------ | ---- | ------ |
| Nombre de persones | 1610 | 1607   |
| Diferència         |      | −0,18% |